# 少女革命：思春期默示錄
《少女革命：思春期默示錄》（日语：少女革命ウテナ アドゥレセンス黙示録）是一部1999年上映的日本動畫電影。它是1997年電視動畫系列《少女革命》的劇場版，由藝術家團體Be-Papas共同創作。幾原邦彦執導，榎戶洋司根據幾原的故事擔任編劇，由動畫工作室J.C.Staff製作。由Central Park Media製作的英語配音版本於2001年發行。
該電影劇情圍繞著一個性格陽剛的高中生天上歐蒂娜，被捲入一系列劍鬥爭奪神秘學生姬宮安茜（被稱為「薔薇新娘」）的戰鬥。這部電影以其大量使用的隱喻和象徵、對性別、性取向和從青少年到成年過渡的主題的關注，以及相對於電視動畫系列而言，更加成熟的題材而聞名。

## 概要
《思春期默示錄》是跨媒體製作《少女革命》三個主要作品中的最後一部，繼1996年的漫畫系列和1997年的動畫電視系列之後。儘管在故事情節的執行方面，漫畫、電視系列和電影之間存在著顯著的差異，但所有三者都講述了相同的基本故事，利用了相同一般敘事軌跡和角色。 該系列具有高度的互文性，特別是本作大量借鑒在動畫系列中建立的情節元素和角色塑造。官方以外亦有猜測，認為三個故事的情節設計其實隱含了世界周而復始的故事，而電影可視之為整個世界觀的真正終結。

## 劇情大綱
轉學生天上歐蒂娜，跟熱情的同學篠原若葉一起參觀了建築架構非常獨特的鳳學園。在校內，她們目睹了學生有栖川樹璃和薰幹之間的擊劍比賽。歐蒂娜同時在學生會間看到闊別多年再會的前男友桐生冬芽，跟隨他到了一個近乎荒廢的玫瑰花園前，了解到彼此來到這學園應有同樣的特殊原因。冬芽離開後，歐蒂娜在一朵白玫瑰裡發現了一枚與他佩戴的一模一樣，刻有玫瑰圖案的戒指。歐蒂娜漫步進入一座玫瑰園，並遇見了姬宮安茜，他是這所學校缺席的代理事長鳳曉生的妹妹。另一位戴著玫瑰戒指的學生西園寺莢一此時進場，將安茜稱為「薔薇新娘」，在看到歐蒂娜的戒指後，向對方發起了一場击剑挑戰。歐蒂娜一度只以掃把防守，但覺悟後短髮瞬間化為一把長髮，最後以從安茜胸膛中抽出的一把劍，得以獲勝。
當晚，安茜來到歐蒂娜的宿舍，試圖與他發生性關係，但遭到了對方拒絕。當歐蒂娜向安茜詢問有關決鬥和戒指的事情時，安茜回答說，戒指的持有者標誌著決鬥者，而他將與決鬥的勝利者訂婚，而擁有薔薇新娘的人就擁有「徹底改變世界的力量」。在另一處，樹璃的兒時好友高槻枝織告訴冬芽，小時候，她的「王子」曾在試圖拯救一名溺水的女孩時喪生，而她因此厭惡當時叫走對方去救人的歐蒂娜。隨後，他們接到曉生的電話，曉生聲稱說安茜是個女巫，他將巴力西卜變成了王子，但當她的魔法消退後，王子又變回了原來的樣子；並表示，組織決鬥的目的是為了重新啟動他的魔法。繼後，歐蒂娜在一次繪畫班沒有陪伴若葉，而是與安茜組隊，過程一直討論彼此的生活和愛情觀，最終使歐蒂娜有意接受彼此發展親密關係。另一邊廂，樹璃遭到枝織以對她的愛意操縱，與歐蒂娜決鬥，在目睹歐蒂娜似乎變成了「王子」後被擊敗。
決鬥期間，學校的廣播社發現兩段影像：第一段令人不明所以；另一段則顯示曉生對外如何表現得像一個放縱不羈的「王子」，而在一天入夜回家後跟安茜分享下了藥的的飲品。決鬥完結之時，枝織曝露自己是影片的投稿人，同時引導學生們發現曉生的屍體被埋在實際由安茜打理的荒廢花園裡。他早已死亡的消息震驚了全學校，而枝織亦反映第一段影片重點是最後影射曉生強姦了安茜，以亂倫與仇殺罪名讓大家將矛頭指向即時逃離現場的對方。歐蒂娜望見一切後沒有如其他人責怪，反而表現擔憂而拼命追趕對方。繼後一段影片顯示，安茜確實持續被強暴，但原來一直神智清醒。曉生知道真相當晚，因為逃避罪咎的心而驚慌失措將劍刺入安茜胸口，並意外從窗戶墜落身亡。
尋找安茜的過程中，歐蒂娜來到一個電梯並遇上了冬芽。原來那份想拯救安茜的心，讓她記起冬芽就是枝織提到的「王子」，而他當年原本是要救助的是樹璃，但賠上性命後多年已被大家漸漸遺忘。歐蒂娜亦認清引領自己來到學園的特殊原因，就是如同冬芽那般，要成為擁有高尚品格和正義感的「王子」。不過遇上安茜後，歐蒂娜明曉如今追求的情操已經與過去無關。感謝冬芽成為他的「王子」和成就她的今天後，幻影般的對方就安然在她的面前消失了。
歐蒂娜最終在玫瑰園找到了安茜，並告訴她兩人不用再當「王子」與「公主」，應該去「外面的世界」。歐蒂娜隨即被一個洗車機械吞噬，脫去戒指並變成了一輛跑車。安茜明瞭對方的意願後，進入汽車並試圖駕駛離開化為高速公路城的學園。儘管一支坦克部隊和枝織也化成了汽車形態試圖阻止他們，但安茜和歐蒂娜得到了樹璃、梢、西園寺、若葉和廣播社的幫助。他們許諾有朝一日都會跟隨他們步伐逃離學園後，成功護送二人一路駛到近出口的地方。曉生這時以移動城堡力阻二人前行，在安茜沒有上當回頭時，又出動猶如嘴巴的粉碎機，並以靈魂狀態警告安茜不要以為自己可以逃出過去為「王子」行屍走肉的生活模式。安茜再次確定認自己要誠心面對曉生已離開的現實，最終在與歐蒂娜的共嗚下，二人穿破對方向前憤進，完成了世界的革命。移動城堡應聲崩塌，廣播社眾人的靈魂也從稻草人偶中解放；而主要貫穿全劇的，原來都是「歐蒂娜」與「安茜」。歐蒂娜和安茜共同騎著汽車的殘骸，以人類最原生的裸體姿態來到了「外面的世界」，在駛入灰色荒地時接吻。儘管學園依舊在某處運作，但那城堡的幻影無論如何都已灰飛煙滅，呈現出象徵自由的藍天。

## 登場角色
| 角色        | 日語配音員 | 英語配音員           |
| ----------- | ---------- | -------------------- |
| 天上歐蒂娜  | 川上倫子   | 瑞秋·莉莉絲          |
| 姬宮安茜    | 淵崎有里子 | 莎朗·貝克            |
| 桐生冬芽    | 子安武人   | 克里斯賓·弗里曼      |
| 有栖川樹璃  | 三石琴乃   | 阿曼達·古德曼        |
| 薫幹        | 久川綾     | 詹姆斯·卡特·卡斯卡特 |
| 西園寺莢一  | 草尾毅     | 傑克·泰勒            |
| 高槻枝織    | 西原久美子 | 麗莎·奧爾蒂斯        |
| 薫梢        | 本多知惠子 | 羅桑尼·貝克          |
| 篠原若葉    | 今井由香   | 羅桑尼·貝克          |
| 桐生七實    | 白鳥由里   | 莉亞·阿普鮑姆        |
| 鳳香苗      | 折笠愛     | 克里·威廉姆斯        |
| 影繪少女C子 | 渡邊久美子 | 羅桑尼·貝克          |
| 影繪少女E子 | 川村萬梨阿 | 麗莎·奧爾蒂斯        |
| 影繪少女F子 | 興梠里美   | 阿曼達·古德曼        |
| 鳳曉生      | 及川光博   | 喬許·莫斯比          |

## 製作
《少女革命：思春期默示錄》的製作由J.C.Staff負責，與出版公司小學館和製作公司GANSIS合作。電影製作委員會《少女革命製作委員會》由世嘉、Movic和國王唱片組成。電影的發行由東映監督。

### 製作人員
- 企画・原作：Be-Papas
- 原案・監督：幾原邦彦
- 原案・漫畫：齊藤千穗
- 製作人：松倉友二、森山敦
- 編劇：榎戶洋司
- 角色設計：長谷川真也
- 原畫：風山十五（A部分）、金子伸吾（C・D部分）、橋本カツヨ（C部分）、高橋亨（D部分）、長濱博史（D部分）、長谷川眞也（Dパ部分）、幾原邦彦（D・E部分）
- 演出：金子伸吾（B・C部分）、高橋亨（A・D部分）、桜美かつし（C部分）、幾原邦彦（E部分、無字幕）
- 作畫監督：林明美（C部分）、武內宣之（B部分）、長谷川真也（A・D・E部分）、川嶋恵子（A部分）、相澤昌弘（日语：相澤昌弘）
- 機械設計：長濱博史（日语：長濱博史）
- 美術監督：小林七郎（日语：小林七郎）
- 色彩協調：國音邦生（日语：辻田邦夫）
- 色彩設定：店橋真弓
- 攝影監督：中條豊光
- 剪輯：西山茂
- 音響監督：田中英行（日语：田中英行）
- 音楽：光宗信吉、寺原孝明、天利英跡
- 音樂製作：國王唱片
- 合唱原創音樂：JA Caesar
- 動畫製作：J.C.STAFF
- 製作協力：小學館、GANSIS（日语：ガンジス）
- 發行：東映
- 製作：少女革命製作委員會

### 開發
《少女革命：思春期默示錄》是由Be-Papas開發的，這是由幾原邦彦創建的藝術家團體，他們負責了製作《少女革命》的動畫電視系列。幾原表示希望創作一部提高原始動畫的主題和題材的電影，他希望「在電影中做到我在電視系列中沒有能夠實現的事情」，並開玩笑地表示希望《思春期默示錄》比電視系列「更淘氣」。
與動畫系列的群像劇結構相比，《少女革命烏特那》主要聚焦於角色歐蒂娜和安茜，大部分的次要角色都被限制在支持和客串出場。電影中的歐蒂娜被描繪為更陽剛，最初以短髮和男性服裝出現，而安茜則更加堅強和明顯地性感；歐蒂娜和安茜關係的浪漫暗示也更加明確地呈現。Be-Papas成員齋藤千穗表示，在電視劇中角色間對待彼此不友好的方式吸引到他的注意，所以她認為在這方面，《思春期默示錄》是富有同情心的。齋藤主張在電影中給予冬芽更突出的角色，相對於電視動畫系列，對他的背景故事進行了更詳細的探討；幾原表示《少女革命烏特那》中冬芽的最後一場戲是齋藤在該系列中最喜歡的場景。 相反，桐生七實在電影中僅為客串出場，並作為一頭牛出現，幾原在這一場景中插入了情節，以參考動畫系列的一集並作為喜劇解脫。

### 動畫
《少女革命：思春期默示錄》以35毫米膠片形式發行，採用了传统动画和计算机动画相結合的方式進行創作。開場片頭序列是通過對數位圖形進行非線性複合編輯，利用超级计算机進行修改而創建的，這在當時是一種相對新的動畫製作過程。描述學園建築和歐蒂娜與安茜跳舞的開場場景是完全通過3-D Works進行數位動畫製作的。幾原曾表示對使用電腦動畫有所猶豫，認為動畫中的電腦圖形「往往呈現出刺眼和冷淡的感覺」，但對於數位舞蹈場景與電影其他部分的傳統動畫無縫融合的效果感到滿意。當《思春期默示錄》在2011年進行數位修復時，舞蹈場景的數位元素在高清影像中渲染出來更加顯著，這促使幾原和色彩設計師金田宏詳細地重新轉換了整部電影。
電影的每個場景都經過多次設計和藝術指導；幾原表示，冬芽首次與歐蒂娜交談的場景最初完全是單色，但最終增加顏色使該場景更具視覺吸引力。其他設計是從先前在電視系列中使用的元素中進行調整的，如歐蒂娜的宿舍和御影草時研究所的走廊場景，後者是基於御影在系列粉絲中的受歡迎程度而加入的。專門從事機器人動畫的動畫師被聘請來參與最終汽車追逐場景的製作，幾原指出，一些動畫師最初對被聘請來參與《少女革命》電影的工作感到困惑。其中，電影並不是由一位中央分鏡師進行規劃，而是由五位分鏡師負責，每位分鏡師監督電影的一部分。這些部分用字母標記；在動畫系列上擔任分鏡師的五十嵐卓哉表示，儘管如此，由於幾原的指導，分鏡仍然保持了一致性。

### 音樂
《少女革命》動畫系列的配樂和歌曲製作人光宗信吉和寺原孝明回歸為電影創作了原聲帶音樂。光宗負責電影的配樂並編排原創歌曲，而寺原製作了電影的兩首劍鬥歌曲的音樂和詞曲，包括《Duelist ～復活！無窮的中世史～》和《Naked Rose ～殺戮～星座αΨζ星雲》。電影中還出現了寺原先前為動畫系列創作的歌曲《絕對命運啟示錄》的重新編排版本。
除了由兩人製作的歌曲外，還有兩首由矢吹俊郎製作，奧井雅美演唱的歌曲也出現在電影中：《有時候，愛就是…》和《輪舞-revolution》，後者是動畫系列的開場主題曲，由光宗重新編排用於電影中。電影的片尾曲是由鳳悟志的配音演員及音樂家及川光博 製作的歌曲《我想成為你的未婚夫》。

## 主題曲
插入歌
- 「輪舞-revolution（日语：輪舞-revolution）」

作詞 - 奧井雅美 / 作曲・編曲 - 矢吹俊郎 / 歌 - 奧井雅美
- 「時に愛は」

作詞 - 奧井雅美 / 作曲・編曲 - 矢吹俊郎 / 歌 - 奧井雅美
片尾曲
- 「フィアンセになりたい （Adolescence Mix）」

作詞・作曲 - 及川光博 / 編曲 - 光宗信吉 / 歌 - 及川光博

## 發行
《少女革命：思春期默示錄》於1999年8月14日在日本上映。在北美，電影於2000年6月30日至7月3日在加利福尼亞州安納罕市的Anime Expo上首映。在博覽會期間，電影多次放映，幾原和齋藤也出席了部分放映活動。此外，電影還在第26屆舊金山國際LGBTQ+電影節（幾原出席該活動）、博洛尼亚的未來電影節、倫敦BFI南岸以及紐約現代藝術博物館放映。

### 家庭媒體
電影於2000年3月3日由國王唱片在日本發行了DVD版本。並在2017年11月15日發行藍光光碟版本，作為紀念動畫系列20周年的完整系列套裝的一部分。在北美，《思春期默示錄》的授權權利於2001年1月31日被中央公園媒體公司取得，並製作了電影的英語配音版本。電視動畫系列的英語配音演員為電影中的角色重新配音。電影的英語本地化工作由幾原監督，他前往美國監督電影的翻譯；電影的翻譯工作由幾原親自選定的唐河俊之負責。
英語配音版於2001年10月23日在北美以DVD和VHS的形式發行。DVD版本包括原版日語和英語配音版本，而VHS版本僅包括英語配音版本。電影的播映權於2007年4月10日由中央公園媒體公司轉讓給Funimation，並於2007年5月5日首次在Funimation Channel上播出 。在中央公園媒體公司於2009年因破產而解散後，該電影的北美授權權利於2010年7月3日被Right Stuf收購。
該電影於2011年12月6日由Right Stuf旗下的Nozomi Entertainment以DVD形式重新發行，並於2017年12月5日以藍光形式重新發行。在澳洲，《思春期默示錄》由Hanabee取得了授權，並於2013年11月20日發行了DVD版本。電影包含在Hanabee發行的《少女革命》電視動畫系列三卷最終版中。

### 漫畫
《少女革命：思春期默示錄》的漫畫改編由Be-Papas成員齋藤千穗編寫和繪製，於1999年5月至9月在漫畫雜誌《別冊少女Comic Special》上連載。儘管這部漫畫並非電影的直接改編，但廣泛涵蓋了其主要情節；齋藤表示，他認為這部漫畫更像是一個直接的故事，而電影更具有主題性和抽象性。由於這部漫畫是發表在針對女性漫画（客群為青春期少女和成年女性）的《別冊少女Comic》的特刊上，因此與原始《少女革命》漫畫和動畫相比，它保持了更成熟的語氣。
2000年7月，齋藤在Anime Expo上宣布，Viz Media授權這部漫畫的英文版。英文翻譯於Animerica Extra上連載後，於2004年11月由Viz出版成單行本。

### 其他媒體
電影的原聲帶由光宗信吉和寺原孝明於1999年8月14日在日本發行，並於2004年6月8日在北美發行。日本版原聲帶由King Records發行，而北美版由先鋒旗下的Geneon發行。日本版發行版包括了光澤和瀨澤的內容，而北美版則還包括了幾原和齋藤的額外內容。
2008年8月27日，國王唱片在日本發行了《少女革命完整CD-BOX》，其中包括了原聲帶的重新加工版本。《少女革命》的電影藝術書《少女革命：思春期默示錄》於2000年3月14日由角川書店出版。

## 評價

### 批判性評價
| 媒體           | 累積評分 |
| -------------- | -------- |
| AllMovie       | [ 35 ]   |
| MUBI           | [ 36 ]   |
| 爛番茄         | 85/100   |
| 網路電影資料庫 | 7.2/ 10  |

《少女革命：思春期默示錄》受到了評論家的正面評價。在動畫新聞網對有史以來最偉大的100部動畫電影的排名中，《思春期默示錄》排名第八，記者麥克·圖爾（Mike Toole）稱該電影為「1990年代最有趣的動畫電影之一，也是有史以來最漂亮的動畫電影之一」。《Vulture》將汽車變形場景列入了「塑造動畫的100個場景」，認為《思春期默示錄》為魔法少女動畫做了與類似《新世紀福音戰士》針對機器人動畫的作用：在摧毀了以前的規則後，以創造出自己獨特的新語言。
在《Dazed》的評論中，作家伊芙琳·王（Evelyn Wang）稱讚了電影不協調元素的連貫性，將其歸類為《她的危險遊戲》和《奪面雙雄》等高概念電影，這些電影「原本會是一場災難，但悄悄地達到了完美。」王對電影的視覺象徵給予了具體的讚揚，稱「這部電影不僅在美學上令人愉悅，而且在美學上也非常精確」。在加州大學的《The Post Calvin》上寫評的雅各布·瑞斯托拉（Jacqueline Ristola）稱該電影是一部「動畫傑作」和「對解放和個人革命的統一性聲明...，該電影通過將隱喻的敘事邏輯驅逐出去，直接化為實質，並全面採取行動。」THEM Anime給予該電影三顆星，稱該電影「可能是我見過的最美麗的電影」，但批評了高潮場景的汽車場景。《Animefringe》稱讚《思春期默示錄》的視覺效果和配樂，稱該電影是「純粹的美麗」。
《思春期默示錄》的漫畫改編同樣受到評論家的好評，Anime News Network的蕾貝卡·席爾弗曼（Rebecca Silverman）表示，與《少女革命》漫畫相比，這部改編作品「在整體上做得更好」，並讚揚了它的主題。《Otaku USA》指出，這部漫畫改編「更接近動畫的調性」，但「沒有達到歐蒂娜變成汽車的非凡高潮」。《Manga Bookshelf》稱讚了漫畫作品的「空靈質感」，並指出，儘管最好由熟悉《烏少女革命》的讀者欣賞，但它作為獨立作品仍具有一定的重要性和效果。

### 獎項
2000年，《少女革命：思春期默示錄》在SPJA獎項上獲得了「最佳日本發行電影」的獎項，該獎項由每年在Anime Expo舉辦的日本動畫促進協會頒發。該電影也在同年於安錫國際動畫影展長片競賽提名。

## 解析
《少女革命：思春期默示錄》被認為是一部充滿主題和象徵意義的電影，通常到了高度超現實和抽象化的程度，Animerica Extra稱這部電影為「一系列奇異的圖像，可以被視為寓言，是奇幻內心生活的證據，或者僅僅是個人在尋找自己在社會中定位的象徵。」幾原邦彥對於該片的主題和象徵含義表達了一定的保留，他表示他寧願「讓觀眾自行決定」這部電影代表著什麼。儘管如此，他仍然以廣泛的術語談論了該片的一般藝術意圖，特別是關於歐蒂娜從青少年到成年的轉變，以及「他從依賴的女孩世界進入成人世界」的描述。該片被評論家們與《新世紀福音戰士劇場版》這部同樣聚焦於青少年、身份和啟示的動畫電影進行了比較。

### 汽車高潮場景
電影的高潮場景是歐蒂娜變身成一輛粉紅色的賽車，而安茜則駕駛這輛車逃離學園，這一場景引起了粉絲和評論家之間的廣泛討論。幾原表示，在實現這一場景時，他遇到了來自片中工作人員的阻力，但他希望創造一個使電影令人難忘的高潮，並且與其他動作劇情電影相比獨樹一幟。除此之外，幾原拒絕對為歐蒂娜特別變身成一輛汽車提供更具體的解釋，他表示這樣做會「限制故事的含義，使其變得不那麼有趣」。然而，他確實在電影中將這一場景描述為歐蒂娜和安茜的角色關係顛覆的一部分：
在《睡美人》的故事中，有一位公主長時間沉睡，直到被王子喚醒。但是在這次的故事中，歐蒂娜這個角色從一開始就是王子。所以，歐蒂娜被變成汽車的想法暗示著他被放進了睡眠狀態。我認為顛覆歐蒂娜和安茜在各自關係中扮演的角色會很有趣。換句話說，歐蒂娜成了公主。他是被迫進入睡眠狀態的那個人。只有安茜才能解救歐蒂娜脫離這種睡眠。這就是事情的結局。我覺得顛覆他們角色的性質會很有趣。
汽車在《少女革命》系列的各種媒體中，作為反覆出現的主題出現，尤其是在電視動畫中第三主線中鳳曉生的跑車。幾原表示，他在1970年代的超級跑車風潮中取得了靈感，並稱體育汽車是「滿足成年世界中童心的東西」，對汽車的想法是與成年人的玩具非常接近。蘇珊J. 納皮爾認為，「歐蒂娜-汽車」摧毀了阿基歐，代表了該系列對童話和少女漫画虛幻陷阱的更廣泛批評，因為歐蒂娜「變成了改革工具」，拒絕了鳳學園的夢幻幻象，將安茜和他的同學帶入了一個開明的世界。
《Vulture》將這一場景描述為「對仍然受保守意識形態束縛的少數群體的解放形象」，並表示「這也在跨性別形象的範疇中具有共鳴，其中自我定義可以讓您成為您希望的任何人或任何事物。」

### 性別與性
雖然歐蒂娜和安茜之間的任何浪漫或性關係，在漫畫和動畫中都被歸類為潛臺詞，但《思春期默示錄》將他們的關係變得更加公開：他們在電影中多次親吻，而安茜在電影的早期向歐蒂娜提出性要求。根據幾原的說法，電影工作人員對於是公開描繪還是僅僅暗示歐蒂娜和安茜之間的吻存在分歧，但他的決定中包括了一個吻。該系列隨後也在百合粉絲中流行，並且通常被歸類為LGBT電影。
在《亞洲背景下的性別、歷史和文化交集》的著作中，薩布達·查爾頓提出，《思春期默示錄》被歸類為一部女同性戀電影，「反映了西方將該文本插入到現有的女同性戀和同性愛慾望概念中的特定願望」。她認為，該電影實際上是在「拒絕主流的性別和性取向話語...歐蒂娜投資於將革命浪漫理念視為基本上可以改變世界的方式，通過抹除性別和性取向的類別，即使它也在這些類別中投資。」
納皮爾持類似的觀點，認為該片的最終場景代表了「需要將自我的兩面整合起來」，男性化的歐蒂娜和女性化的安茜的聯合是「對整合的心靈的需要的承認，無論是性別還是性取向」。

### 鳯學園與監獄
在電影中，鳯學園被視為隱喻性監獄或鍍金籠的概念，此點雖在漫畫和電視動畫中確立，但在該片中得到了聚焦和放大。該片中的鳯學園呈現出超現實的外觀，學院建築的靈感來自構成主義、解構主義和新艺术运动的結合。分鏡藝術家五十嵐卓哉形容片中的學園的外觀「比動畫系列更不切實際」，指出「從未能看到外界的任何風景。這給人留下了它是一個鳥籠或監獄的強烈印象」。
菲利普·布羅菲在英國電影協會的文章中描述了該片中的鳯學園「不僅僅是一個密封的社交領域，而且是一個類似俄罗斯套娃，充滿內部和偽裝的領域，充滿了性衝突和性別多樣性；其建築設計是學校對尺度狂熱的驚人可視化。」查爾頓指出，鳯學園被描繪為「角度、扭曲，並經常以強調空間和距離的長鏡頭呈現」。該片中闡明歐蒂娜的開場鏡頭，他被不自然移動的黑板背景是由幾原斷插入的，目的是「設置正確的調子，並向觀眾傳達這是一個奇怪的世界。」

### 原始系列的聯繫
《思春期默示錄》被不同解讀為《少女革命》的獨立改編版，並擁有其自身連續性的獨立世界觀，或者作為與動畫系列事件相連續的「續集」。查爾頓將該片構想為一個平行宇宙的敘事，承認該片「沒有事先了解系列故事情節和角色塑造就難以理解。這意味著不可避免地要比較兩者。」
相反，評論家弗萊·凱撒（Vrai Kaiser）認為，透過情節和角色元素的連續性，特別是動畫系列結束時安茜的堅定個性，證明了該片的續集地位，指出該片「幾乎在動畫系列結束的確切時間點開始，鼓勵精明的觀眾將兩者聯繫在一起......從整部電影來看，安茜的反應更具意義，如果將她視為是來自電視系列的同一個人。」。

## 外部連結
- 互联网电影数据库（IMDb）上《少女革命：思春期默示錄》的资料（英文）
- 少女革命：思春期默示錄 （页面存档备份，存于）在動畫新聞網的資料
- 少女革命：思春期默示錄（漫畫） （页面存档备份，存于）在動畫新聞網的資料
- 少女革命：思春期默示錄在中央公園媒體的資料 (via Archive)
- 少女革命：思春期默示錄 在King Records的資料 (via Archive)